# Điểm đối cực

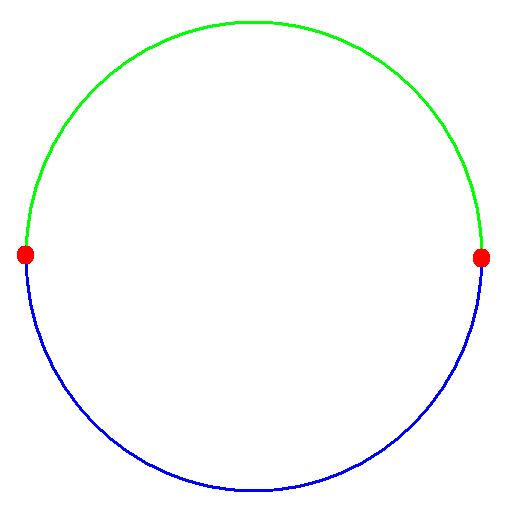
Các điểm đối cực trên một vòng tròn cách nhau 180 độ.

Trong toán học, điểm đối cực của một điểm trên bề mặt của một quả cầu là điểm mà  đối diện thông qua đường kính - vì nó nằm cách nhau qua trên một đường rút ra từ một điểm đi qua tâm của hình cầu và tạo thành một đường kính đúng.
Thuật ngữ này áp dụng cho các điểm đối diện trên một vòng tròn hoặc bất kỳ hình cầu n cạnh.
Một điểm đối cực đôi khi được gọi là một antipode, một sự khôi phục trở lại từ các từ mượn antipode từ Hy Lạp, ban đầu có nghĩa là "đối diện với bàn chân".

## Học thuyết
Trong toán học, khái niệm các điểm đối cực được khái quát thành các mặt cầu của bất kỳ chiều nào: hai điểm trên mặt cầu là đối cực nếu chúng đối diện qua tâm; ví dụ: lấy tâm làm gốc, chúng là các điểm có vectơ liên quan v và − v. Trên một vòng tròn, các điểm như vậy cũng được gọi là đối diện qua đường kính. Nói cách khác, mỗi đường thẳng qua tâm giao nhau với hình cầu ở hai điểm, một điểm cho mỗi tia ra khỏi tâm và hai điểm này là đối cực.
Định lý Borsuk-Ulam là kết quả của tô pô đại số xử lý các cặp điểm như vậy. Nó nói rằng bất kỳ hàm liên tục nào từ Sn đến Rn ánh xạ một số cặp điểm đối cực trong Sn đến cùng một điểm trong Rn. Ở đây, Sn biểu thị hình cầu n chiều trong (n + 1) không gian hai chiều (vì vậy hình cầu "thông thường" là S2 và hình tròn là S1).
Bản đồ đối cực A: Sn → Sn, được xác định bởi A (x) = -x, gửi mọi điểm trên quả cầu đến điểm đối cực của nó. Nó đồng luân với hàm đồng nhất id nếu n là số lẻ vcơ sốđộ của nó là(− 1) n +1.
Nếu ta đồng nhất các điểm đối cực (tức là xem chúng như một điểm), ta thu được không gian xạ ảnh (xem thêm không gian Hilbert xạ ảnh, cho ý tưởng này áp dụng trong cơ học lượng tử).

## Cặp điểm đối cực trên đa giác lồi
Một cặp đối cực của đa giác lồi là một cặp 2 điểm thừa nhận 2 đường thẳng song song vô hạn tiếp tuyến với cả hai điểm được bao gồm trong đối cực mà không vượt qua bất kỳ đường nào khác của đa giác lồi.